# Акр национальных героев
Акр национальных героев (англ. National Heroes Acre или англ. Heroes Acre) — национальный памятник и кладбище в Хараре — столице Зимбабве. Участок площадью 57 акров (230 тыс. кв. м.) расположен на горном хребте в семи километрах от Хараре у города Нортон. Воздвигнут в честь партизан Патриотического фронта, погибших во время освободительной войны в Южной Родезии, и современных зимбабвийцев, чьи преданность или приверженность своей родине оправдала их погребение в этой святыне. Лица, похороненные здесь считаются героями партии «Зимбабвийский африканский национальный союз — Патриотический фронт», правящей с 1980 года, то есть с момента обретения страной независимости. Статус национального героя является высшей наградой, которую может получить гражданин Зимбабве, после чего он имеет право быть похороненным на Акре национальных героев.

## Строительство
Работа по возведению комплекса «Акр национальных героев» была начата в сентябре 1981 года, через год после получения Зимбабве независимости. Десять зимбабвийских и семь северокорейских архитекторов и художников приняли активное участие в разработке проекта. Собственно, строительные работы выполняли 250 местных рабочих. В основном использовался чёрный гранит, добываемый в Мутоко, в 140 километрах к северо-востоку от столицы.

## Архитектура

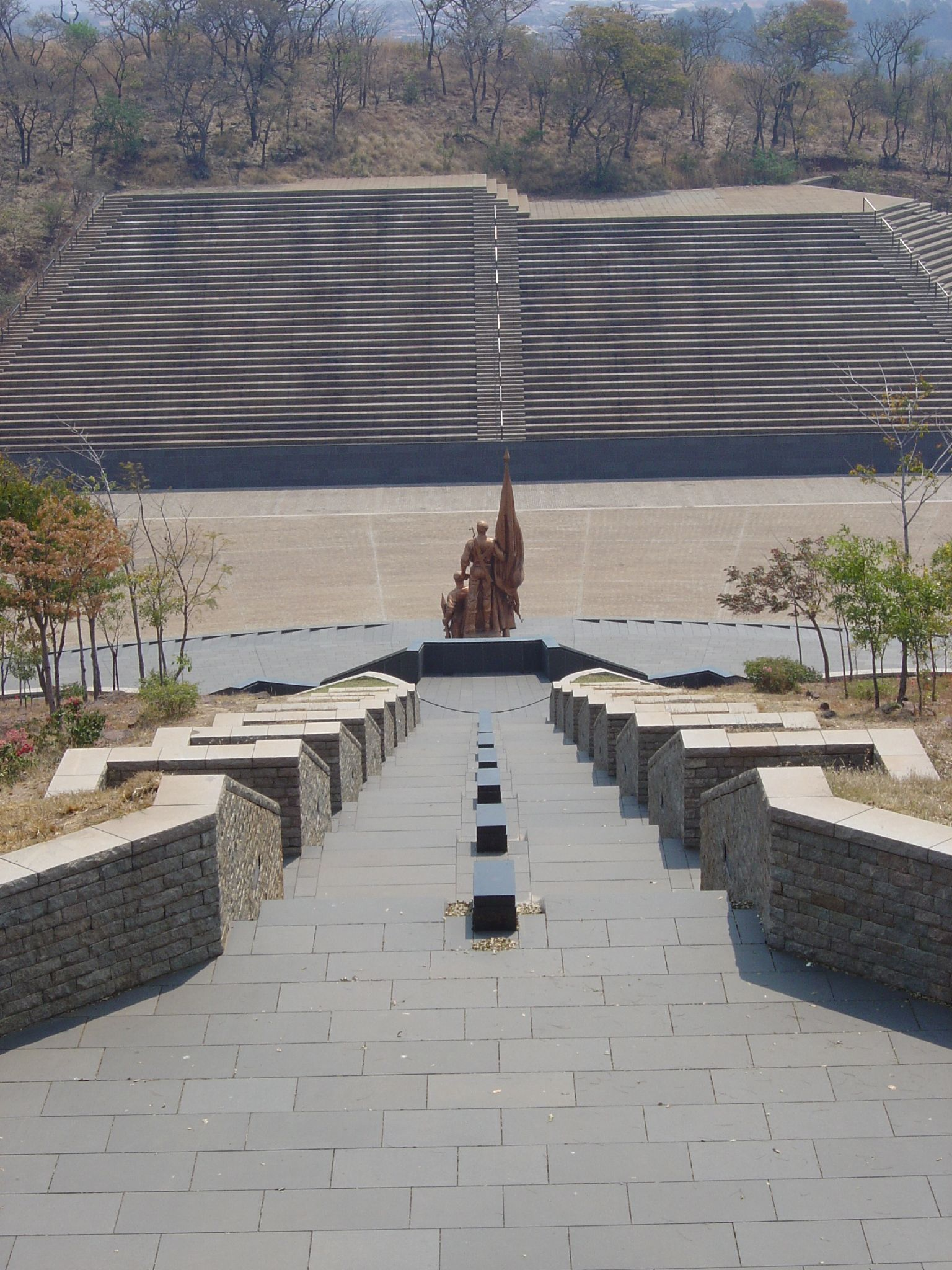
Вид с высшей точки мемориала

С высоты птичьего полёта мемориал представляет собой автомат АК-47.

### Могила неизвестного солдата
Могила неизвестного солдата состоит из площадки 100 кв. м., под которой находится братское захоронение неопознанных солдат, павших на освободительной войне. Сзади находятся две разные по высоте каменные лестницы, являющиеся местами для сидения во время торжеств. Впереди расположена бронзовая скульптурная композиция, изображающая трёх партизан-борцов за свободу — на заднем плане выше всех стоит солдат с знаменем, за спиной у которого висит автомат Калашникова, чуть ниже стоит женщина, прижимающая левой рукой к сердцу угол знамени, а в правой руке держащая направленный вниз дулом автомат, на ступеньке ниже стоит ещё один солдат, правая рука которого находится на поясе, а в левой — РПГ, стоящий на земле. Памятник сзади обрамлён гранитной стелой с цветным гербом Зимбабве в окружении флагов.
Лорна Хардвик и Кэрол Гиллеспи в своей книге «Классика в постколониальных мирах» считают, что техника техника, материал и форма памятника находят свою основу в Алтаре Мира и колонне Траяна, рассматривают взаимосвязь с двух-тысячелетней традицией корейского общественной скульптуры, а также Памятником народным героям на площади Тяньаньмэнь в Китае.

### Вечный огонь
За скульптурной композицией находятся две лестницы, объединяющиеся в одну — ведущую к башне высотой около 40 метров, на вершине которой горит вечный огонь. Он был зажжен на праздновании дня независимости в 1982 году. Башня является самой высокой точкой комплекса и с неё виден Хараре.

### Настенные панно
На двух стенах по обе стороны от памятника располагаются стелы из красного кирпича, облицованные гранитом, с навершием в виде птицы Зимбабве. На сторонах стел находятся медные Барельефы, изображающие историю Зимбабве от колониальных времен и чимуренг до освободительной войны и независимости под руководством национального героя Роберта Мугабе.

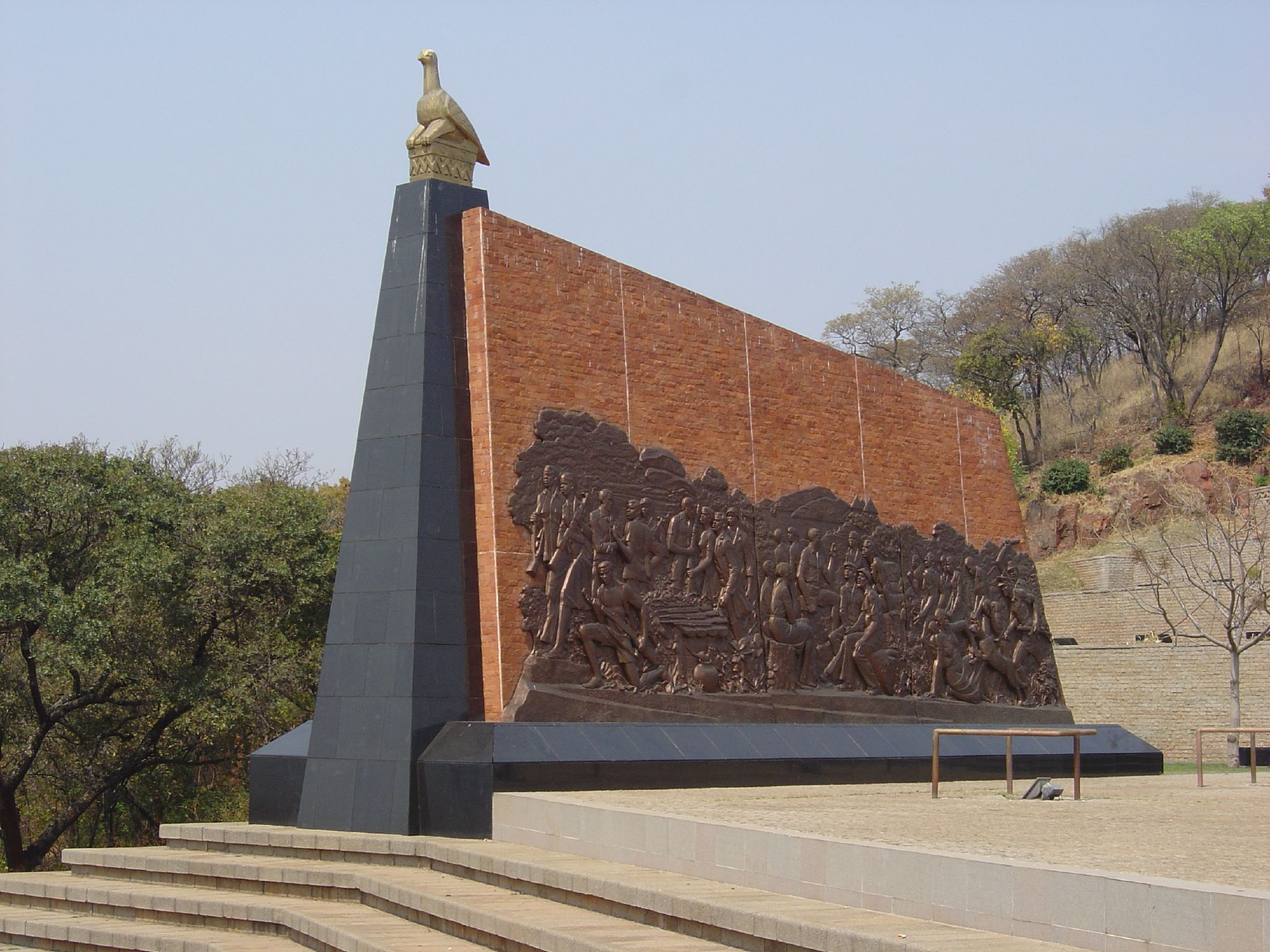
Стела
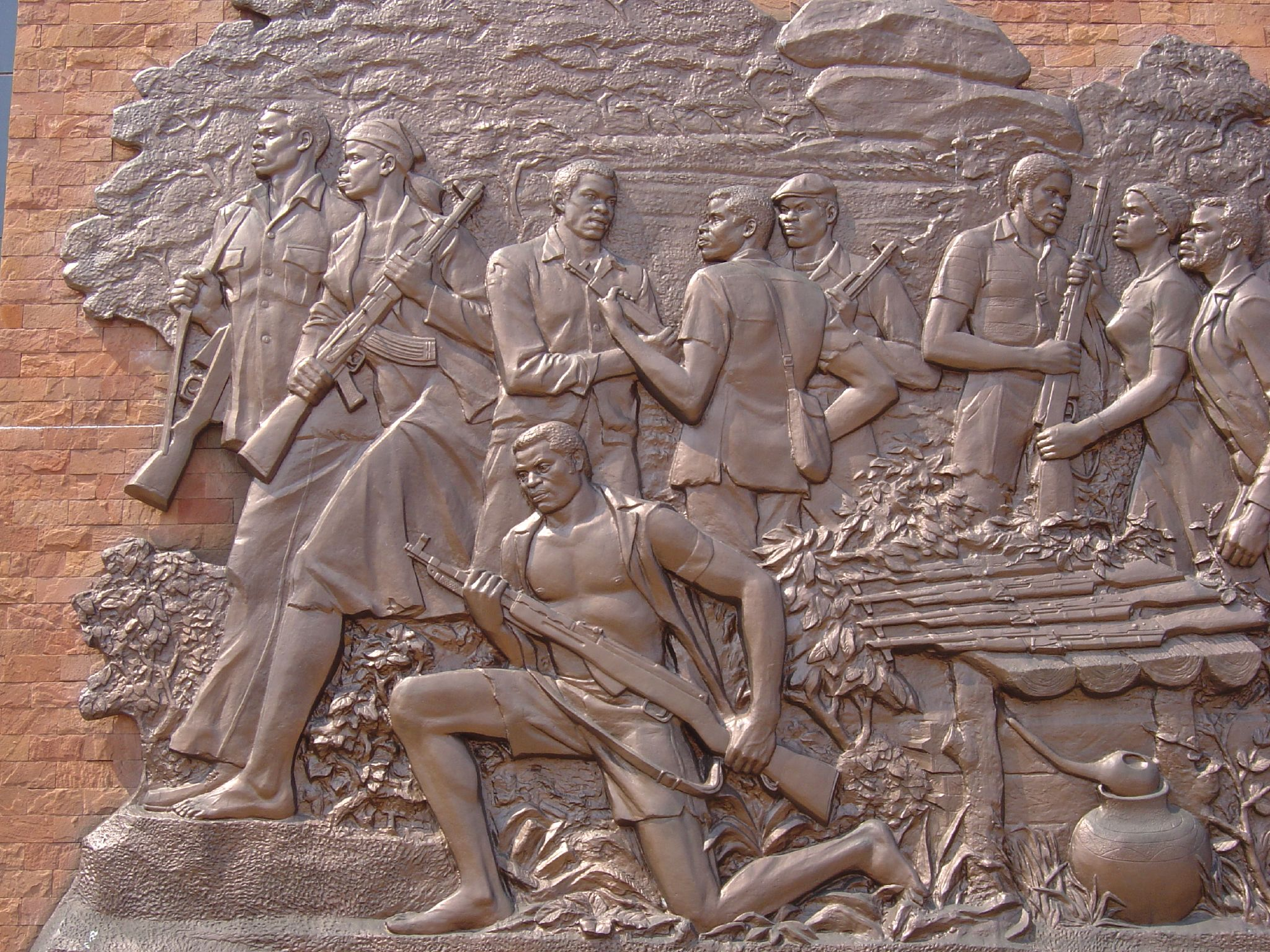
Фрагмент панно
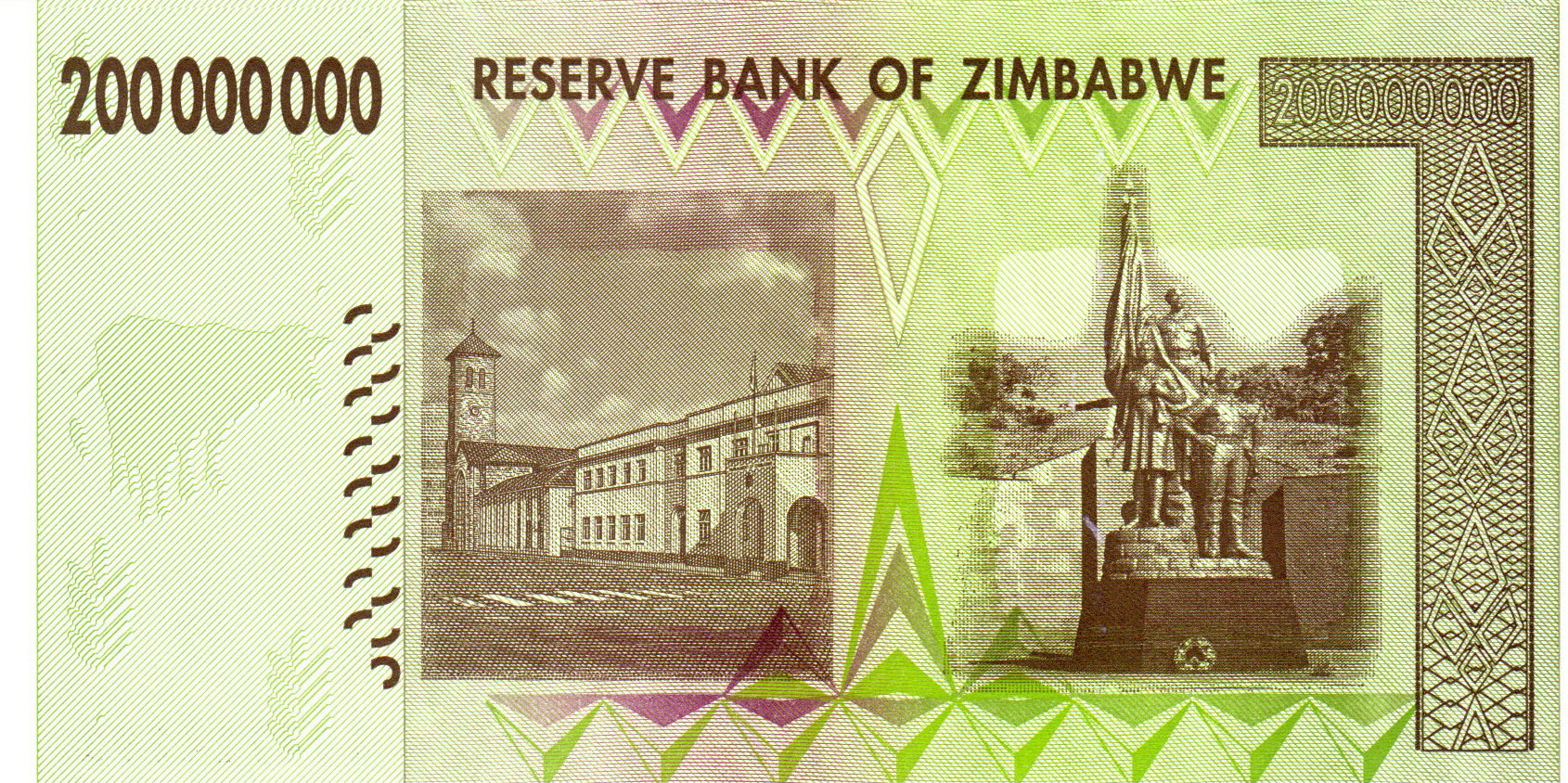
Акр на банкноте в 200 млн долларов Зимбабве 2008 года.

### Музей
Около входа в комплекс находится музей, посвященный подъему африканского национализма в Зимбабве и антиколониальной борьбе, в котором выставлены артефакты, фотографии, документы и другие вещи, связанные с войной и периодом обретения независимости.

## Кладбище
В соответствии с законом о национальных героях, президент Зимбабве имеет право по своему усмотрению объявить человека национальным героем. Большинство из тех, похоронен на Акре — политики, принимавшие участие в освободительной войне, руководители политических партий и организаций, которые были сформированы с 1966 по 1979 год. В период конфронтации между ЗАНУ и ЗАПУ, на кладбище не хоронили противников действующей власти. В 1982 году лидеры ЗАПУ отклонили указ правительства о том, что останки погибших партизан должны быть эксгумированы и перезахоронены на этом кладбище. В результате на месте их смертей и захоронений воздвигались местные памятники, а на кладбище сооружался кенотаф в память о пропавшем без вести. По состоянию на 7 августа 2001 года на Акре национальных героев были погребены 47 человек.
Список неполон и приведён по сайту ЗАНУ—ПФ:
1. Takawira, Leopold Tapfumaneyi
2. Chitepo, Herbert Witshire Hamandishe
3. Tongogara, Josiah Magama
4. Moyo, Jason Ziyaphapha
5. Silundika, Tarcissius Malan George
6. Tangwena, Chief Rekayi
7. Ndlovu, Masotsha
8. Manyika, Robson Dayford
9. Mazorodze, Simon Charles
10. Chinamano, Josiah Mushore
11. Nyagumbo, Maurice Tapfumaneyi
12. Ndangana, William Hlebeni
13. Ziyenge, Rwizi Grafton
14. Ndlovu, Edward Silonda
15. Musarurwa, Willie Dzawanda
16. Kadungure, Ernst Rusununguko
17. Mugabe, Sarah Fransesca
18. Makanda, Lameck Chikanga
19. Culvawell, Joseph Luke
20. Mamutse, Samuel
21. Ushewokunze, Christopher
22. Nyandoro, George
23. Malunga, Sidney Donald
24. Chauke, Justin
25. Mukasa, Isaac
26. Nxele, Albert Pohole
27. Clutton-Brock, Guy
28. Mudukuti, George Taigarira
29. Chambati, Ariston Maguranyanga
30. Ushowokunze, Herbert Musiyiwa
31. Duri, Willard Zororo
32. Shamu, Stanford Tofa
33. Magadzire, Garikayi Hlomayi
34. Vuma, Stephen Keneth Sesulelo
35. Marange, George Rubatso
36. Makombe, Nolan Chipo
37. Mangena, Rogers Alfred Nikita
38. Makonese, Philemon Takurayi
39. Mahlaba, Herbert
40. Gumbo, Charles
41. Madzimbamuto, Daniel
42. Nkomo, Joshua Mqabuko Nyongolo
43. Moyo, Sikwili Khohli
44. Cele, Cephas
45. Gezi, Border
46. Mahachi, Moven Enock
47. Hunzvi, Chenjerai
48. Muchachi, Clement Muneri
49. Nkala, Cain
50. Chidzero,  Benard Thomas Gibson
51. Dauramanzi, Charles
52. Mombeshora, Swithun Tachiona
53. Nkomo, Stephen Jeqe Nyongolo
54. Nkomo, Johanna
55. Marere, Robert Mubayiwa
56. Muzenda, Simon Vengai
57. Zikhali, Norman
58. Zvobgo, Julia Tukai
59. Dube, Mark Nuda
60. Parirenyatwa, Tichafa Samuel
61. Zvobgo, Edson Jonasi Mudadirwa
62. Tawengwa, Solomon Chirume
63. Chinamano, Ruth Lottie
64. Mangwende, Witness Pasichigare
65. Chikowore, Enos Chamunorwa
66. Tungamirai, Josia
67. Chingara, Winston
68. Jokonya Tichaona
69. Sabina Mugabe[7]
70. Sunny Ntombiyelanga Takawira[7]
71. Jevana Maseko[11]
72. Kumbirai Kangai[12]
73. Harold Chirenda[13][14]
74. John Zingoni[15]
75. Elliah Bandama[16]

## Значение и мероприятия
Ежегодно в день героев — 11 августа, здесь проходят торжественные памятные мероприятия. Акр национальных героев является национальным памятником Зимбабве и находится под защитой Закона о природных ресурсах.
11 августа 2013 года, после президентских выборов в окружении тысяч сторонников ЗАНУ-ПФ и под баннером с сжатым кулаком и надписью «31 июля. День, когда мы похоронили империализм», президент Зимбабве Роберт Мугабе сказал, что «столько сыновей и дочерей этой страны пожертвовали своими жизнями, и одним из основных прав, за которые они боролись и умерли, было право голосовать».